# KMyMoney

KMyMoney é um gerenciador financeiro para o ambiente KDE, similar ao Microsoft Money. O software suporta diferentes tipos de contas, categorias de despesas/receitas e importação/exportação nos formatos QIF e OFX (libOFX requerido).